# Donnchad mac Domnaill Remair
Donnchad mac Domnaill Remair (mort en 1089), connu également sous le nom de Donnchadh mac Domhnall Reamhair, est un souverain de la fin du XIe siècle qui règne sur les royaumes de  Leinster et Dublin. Il est le fils de Domnall Remar mac Donnchad Máel na mBó (mort en 1041) et un frère ainé de Diarmait mac Mail na mBo. 

## Biographie
En 1071, les Annales des quatre maîtres révèlent qu'un conflit éclate entre les  Uí Cheinnselaigh, ces sources indiquent que Donnchad combat son cousin et homonyme, Domnall mac Murchada meic Diarmata (mort en 1075).
L'année suivante, immédiatement après la mort de l'oncle de  Donnchad, Diarmait mac Máel na mBó, roi de Leinster, Toirdelbach Ua Briain, roi de Munster (mort en 1086) submerge le Leinster, et attaque Dublin.
C'est  dans ce royaume côtier qu'il capture les fils de  Domnall Remar, dont Donnchad lui-même. Si l'on en croit les Annales d'Inisfallen, les habitants de Dublin remettent le royaume entre les mains de Toirdelbach.Pour un temps Toirdelbach tolère apparemment que Dublin soit gouverné pour son compte par  Gofraid mac Amlaíb meic Ragnaill, roi de Dublin (mort en 1075). Toutefois le premier expulse le second en 1075 et gouverne seul. Toirdelbach nomme ensuite  Domnall comme roi de 
Dublin, et il attribue le Leinster à Donnchad. Malheureusement pour  Toirdelbach, Domnall meurt peu après, et Toirdelbach le remplace par son propre fils, Muirchertach (mort en 1119).
Donnchad  s'empare du contrôle de Dublin en 1086, à la suite de la mort de Toirdelbach, et règne conjointement sur Dublin et le Leinster jusqu'en 1089. En 1087, Muirchertach, devenu roi de  Munster, décide de rétablir le contrôle des Uí Briain sur Dublin, et obtient une victoire
à Ráith Etair, au nord de la Liffey. Deux ans après Muirchertach lui succède en prenant la cité, comme les  Annales des quatre maitres notent la mort de  Donnchad tué par Conchobar Ua Conchobair Failge, roi des
Uí Failge. Muirchertach lui-même est dans l'incapacité de tenir la ville très longtemps, et doit l'abandonner à Gofraid Crobán, roi des Îles (mort en 1095) deux ans plus tard.

### Sources primaires
- « Annales des quatre maîtres », sur Corpus of Electronic Texts, University College Cork, 2013a (consulté le 26 janvier 2014)
- « Annales des quatre maîtres », sur Corpus of Electronic Texts, University College Cork, 2013b (consulté le 26 janvier 2014)
- « Annales d'Inisfallen », sur Corpus of Electronic Texts, University College Cork, 2008 (consulté le 26 janvier 2014)
- « Annales d'Inisfallen », sur Corpus of Electronic Texts, University College Cork, 2010 (consulté le 26 janvier 2014)

### Sources secondaires
- (en) J Bradley, « The Interpretation of Scandinavian Settlement in Ireland », dans J. Bradley, Settlement and Society in Medieval Ireland: Studies Presented to F.X. Martin, Kilkenny, Boethius Press, coll. « Irish Studies », 1988, 49–78 p. (ISBN 0863141439)
- (en) S Duffy, « Irishmen and Islesmen in the Kingdoms of Dublin and Man, 1052–1171 », Royal Irish Academy, vol. Vol. 43,‎ 1992, p. 93–133 (JSTOR 30007421)
- (en) BT Hudson, Viking Pirates and Christian Princes : Dynasty, Religion, and Empire in the North Atlantic, Oxford, Oxford University Press, 2005, 278 p. (ISBN 978-0-19-516237-0, lire en ligne)
- (en) MJ Zumbuhl, The Practice of Irish Kingship in the Central Middle Ages, University of Glasgow, 2005